# 大代尔绍
大代尔绍（德語：Großderschau）是德国勃兰登堡州的一个市镇，隶属于哈弗尔兰县。总面积为20.15平方千米，截至2020年总人口为419人。